# 脱落醛

脱落酸的生物合成

脱落醛是一种有机化合物，分子式C15H20O3，是植物激素脱落酸（ABA）生物合成的中间产物，由黄氧素脱氢酶氧化黄氧素而来，再由脱落醛氧化酶转化为脱落酸。